# Premis Iris 2011
Els XIV Premis Iris corresponents a 2011 foren entregats per l'Acadèmia de les Ciències i les Arts de Televisió d'Espanya el 4 de juliol de 2012. L'Acadèmia va decidir des d'aquest any canviar la denominació del nom dels antics Premis ATV a Premis Iris, nom proposat per Tomás Zardoya, alhora que també es redissenya el guardó a la forma d'un ull que imita el diafragma d'una càmera.
La cerimònia d'entrega va tenir lloc al Parc d'Atraccions de Madrid. Fou presentada per Paula Vázquez i José María Íñigo. Fou emesa per La 1 en diferit. Novament la cadena guardonada amb més premis va ser TVE.

## Premis i candidatures

### Millor programa informatiu
- Telediario (La 1)
- La Sexta Noticias (La Sexta)
- Noticias Fin de Semana (Antena 3)

### Programa d'actualitat
- Salvados (La Sexta)
- Españoles en el mundo (La 1)
- Espejo público (Antena 3)

### Programa d'entreteniment
- El Intermedio (La Sexta)
- El Hormiguero (Antena 3)
- Tu cara me suena (Antena 3)

### Programa de ficció
- Águila Roja (La 1)
- Gran Hotel (Antena 3)
- Aída (Telecinco)

### Programa documental
- En portada ((La 1), (La 2) i 24 horas)
- Madrileños por el mundo (Telemadrid)
- Informe Robinson (Canal+ 1)

### Presentador de programes informatius
- Ana Pastor, Los desayunos de TVE (La 1)
- Lourdes Maldonado, Noticias Fin de Semana (Antena 3)
- Mamen Mendizábal, La Sexta Noticias (La Sexta)

### Presentador de programes d'entreteniment
- El Gran Wyoming, El intermedio (La Sexta)
- Christian Gálvez, Pasapalabra i Tú sí que vales (Telecinco)
- Susanna Griso, Espejo público (Antena 3)

### Reporter
- Jordi Évole, Salvados (La Sexta)
- Almudena Ariza Núñez, informatius (La 1)
- Jon Sistiaga, Reportajes Canal+ (Canal+ 1)

### Actor de sèrie
- Lluís Homar, Hispania, la leyenda (Antena 3)
- David Janer, Águila roja (La 1)
- Quim Gutiérrez, El precio de la libertad (ETB2)

### Actriu de sèrie
- Concha Velasco, Gran Hotel (Antena 3)
- Alicia Borrachero, Crematorio (Canal+ 1)
- Miryam Gallego, Águila Roja (La 1)

### Guionista
- Eduardo Ladrón de Guevara, Alberto Macías, Curro Royo, Carlos Molinero, Jacobo Delgado, Marisol Farré i Sonia Martínez, Cuéntame cómo pasó (La 1)
- Equip d' El club de la comedia (La Sexta)
- Equip de Pasapalabra (Telecinco)

### Director
- Agustín Crespí, Antonio Cano, Moisés Ramos i Azucena Rodríguez, Cuéntame como pasó (La 1)
- Jorge Salvador y Pablo Motos, El Hormiguero (Antena 3)
- Miguel Sánchez Romero, El intermedio (La Sexta)

### Realitzador
- Equip d' Informe semanal (La 1)
- Emilio Valdés, Desafío extremo (Cuatro)
- Ferran Armengol, Tu cara me suena (Antena 3)

### Productor
- Jaume Banacolocha i Joan Blas, 14 de abril. La República (La 1)
- Jorge Salvador i Pablo Motos, El Hormiguero (Antena 3)
- Paolo Donadio, Manuel Trenado, Rosa Olucha i Rubén Mayoral, Alaska y Mario (MTV España)

### Director de fotografia i il·luminador
- Jacobo Martínez, Gran Hotel (Antena 3)
- David Arribas, Gonzalo Flores i Adolfo Hernández, Águila roja (La 1)
- Tote Trenas, Cuéntame cómo pasó (La 1)

### Director d'art i escenografia
- Carlos de Dorremochea, Gran Hotel (Antena 3)
- Fernando González, Laura Herrera i Héctor G. Bertrand, Águila Roja (La 1)
- Miguel Ángel Millán, Marcelo Pacheco i Virginia Flores, Amar en tiempos revueltos (La 1)

### Maquillatge, perruqueria i caracterització
- Tu cara me suena (Antena 3)

### Música per televisió
- Fernando Luis Ortí Salvador, Cuéntame como pasó (La 1)
- Daniel Sánchez de la Hera, Águila Roja (La 1)
- Javier López de Guereña, El precio de la libertad (ETB2)

### Autopromo i/o imatge corporativa
- Parte de ti (La 1 i La 2 de TVE)

### Millor Canal Temàtic
- 24 horas
- Canal de Historia
- La Sexta 3 Todo Cine

## Premis especials i autonòmics

### Premi a Tota una vida
- Laura Valenzuela

### Premi Iris especial
- Campanya 12 meses, 12 causas Telecinco

### Millor Programa d'actualitat autonòmic
- Espai Terra (TV3)

### Millor Presentador de programes autonòmics
- Juan Manuel Pérez Blanco, Noticias (CyLTV)

### Millor Presentadora de programes autonòmics
- Ely del Valle, El círculo (Telemadrid)

### Millor informatiu autonòmic
- Informativo 2. Especial Terremotos de Lorca (7 Región de Murcia)